# Robert Wellington Mayhew
Pour les articles homonymes, voir Robert Mayhew et Mayhew.
Robert Wellington Mayhew (13 octobre 1880-28 juillet 1971), est un homme politique canadien de la Colombie-Britannique. Il est député fédéral libéral de la circonscription britanno-colombienne de Victoria lors d'une élection partielle en 1937 à 1953. Il est ministre dans les cabinets des premiers ministres Mackenzie King et Louis St-Laurent

## Biographie
Né à Cobden en Ontario, Mayhew fonde le Sidney Roofing and Paper Co. Ltd. en 1912 et l'une des plus grandes entreprises de Victoria.
Élu à la Chambre des communes du Canada lors d'une élection partielle en 1937, il est réélu en 1940, 1945 et en 1949.
De 1945 à 1948, il est assistant parlementaire du ministre des Finances et ministre des Pêches de 1948 à 1952. De 1952 à 1954, il est le premier ambassadeur canadien au Japon.
En 1951, il signe au nom du Canada, avec Lester B. Pearson, un traité de paix avec le Japon.
En 1966, il est récipiendaire de la City of Victoria's Freedom of the City, la récompense la plus importante de la ville et remise pour d'éminents services publics.